# Fronte Nazionale (Svizzera)
Il Fronte Nazionale (in francese Front National, in tedesco Nationale Front) è stato un partito politico svizzero di estrema destra, attivo negli anni trenta.
Fu uno dei più importanti partiti del cosiddetto "frontismo", l'equivalente del nazionalsocialismo in Svizzera.

## Storia
Il partito nacque nel 1933 dalla fusione di due gruppi fascisti dell'Università di Zurigo (il Neue Front, movimento accademico piuttosto elitario, e il Nationale Front, maggiormente populista), dapprima riunitisi in aprile nella Federazione di combattimento del Fronte Nuovo e Nazionale uniti (Kampfbund Neue und Nationale Front zusammen) e poi confluiti nel maggio nel nuovo partito sotto la guida di Hans Vonwyl.
Nei mesi successivi, il Fronte aumentò la propria influenza e i voti, supportati dall'affermazione del frontismo in Svizzera, dalla conquista del potere da parte di Adolf Hitler in Germania e dalla maggiore diffusione dell'organo di partito, Il manico di ferro (Der Eiserne Besen).
La definitiva affermazione avvenne nell'autunno del 1933, quando il FN ottenne alcuni rappresentanti al Consiglio nazionale e ai Consigli cantonali di Zurigo e Sciaffusa, oltre ad un certo sostegno nelle aree vicine al confine tedesco e soprattutto di alcuni scrittori svizzeri di chiara fama come Jakob Schaffner. Scarsi invece i risultati nelle aree francofona ed italofona.
Progressivamente, il partito abbandonò le idee del nazionalsocialismo austriaco per abbracciare un fascismo più ortodosso, non esplicitando alcuna preferenza per qualsivoglia regime e puntando invece ad un sentiero speciale (Sonderweg) svizzero: occorreva superare la divisione linguistica fra germanofoni, francofoni ed italofoni in favore di un'unica identità svizzera. Nessun interesse era mostrato nei confronti della componente romancia, sebbene il FN avesse dei rapporti con un gruppo di estrema destra romancio.
Nel 1935, il FN forzò la convocazione di un referendum su un emendamento costituzionale che aveva lo scopo di ridisegnare il sistema di governo su basi nazionaliste, razziste e autoritarie. L'emendamento venne rigettato a larga maggioranza e cominciò la lunga crisi del partito.
Dalla metà degli anni '30, vennero formate delle prime unità paramilitari segrete, successivamente impiegate in piccoli attacchi nei cantoni di Zurigo e Berna.
A partire dal 1936, venne dichiarata esplicitamente l'adesione al modello del NSDAP. Le successive accuse di ottenere fondi dalla Germania nazista portarono moltissimi membri ad abbandonare il Fronte, preoccupati dalla potenziale compromissione dell'indipendenza svizzera. Altri, più favorevoli al modello fascista piuttosto che a quello nazista, passarono nel movimento di un altro fuoriuscito, il Colonnello Arthur Fonjallaz. I membri di una frangia estremista, guidata da Hans Oehler, abbandonò infine il partito, accusandolo di non spingersi troppo in avanti.
Nell'estate del 1937, il FN mise in atto una non annunciata Marcia su Berna, al termine della quale alcuni membri del Fronte occuparono il Consiglio nazionale per qualche ora. L'azione degenerò poi in violenti scontri con la Polizia.
Nel 1938, il segretario Rolf Henne venne sostituito dal più moderato Robert Tobler. Ciò causò la scissione dei seguaci di Henne, che costituirono il Movimento Nazionale Svizzero. La polizia aveva però già rafforzato la propria vigilanza sul movimento. Nel 1939, il partito perse progressivamente tutti i propri eletti, perfino nella roccaforte di Zurigo, fino a giungere all'arresto di Tobler per spionaggio e allo scioglimento volontario del partito nella primavera del 1940.
Questo non pose comunque fine al movimento, i cui membri confluirono nel Raggruppamento federale svizzero (Eidgenössische Sammlung), che si sciolse a sua volta nel 1943.
Il Partito dei Nazionalisti Svizzeri (Partei National Orientierter Schweizer, PNOS), fondato nel 2000 e dissoltosi nel febbraio 2022, si è considerato successore ufficiale del Fronte Nazionale.

## Organizzazione e simboli
Il movimento, organizzato in divisioni (o harsten), riprendeva alcuni elementi figurativi della Svizzera medievale, del Partito Nazionale Fascista e del NSDAP. Il suo emblema era la vecchia bandiera svizzera, con la croce bianca allargata fino ai bordi (riutilizzata oggi dal PNOS). Era in uso anche un saluto ufficiale (l'antico svizzero Harus, urlato col braccio destro teso) e una divisa ufficiale di colore grigio (in uso fino all'entrata in vigore del divieto di vestire divise).

## Segretari
- 1933-1934: Ernst Biedermann
- 1934-1938: Rolf Henne
- 1938-1940: Robert Tobler

## Iscritti
Il Fronte Nazionale non possedeva nessun elenco dei membri, quindi si possono effettuare solo stime sui membri effettivi.
- 1933: 4.000
- 1934: 5.000
- 1935: 9.000
- 1939: 2.300